# Henri Regnault

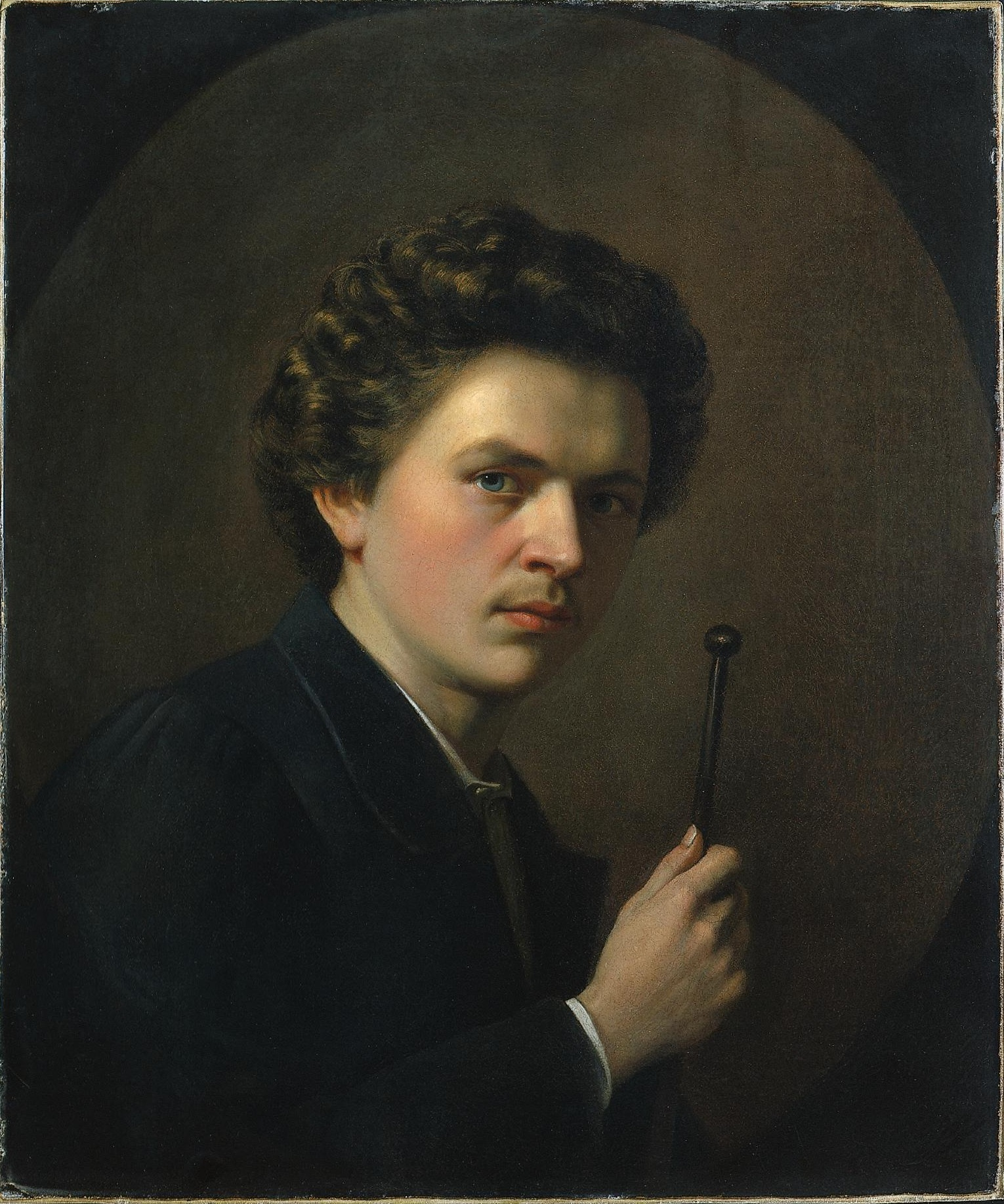
Zelfportret van Henri Regnault
(circa 1863)

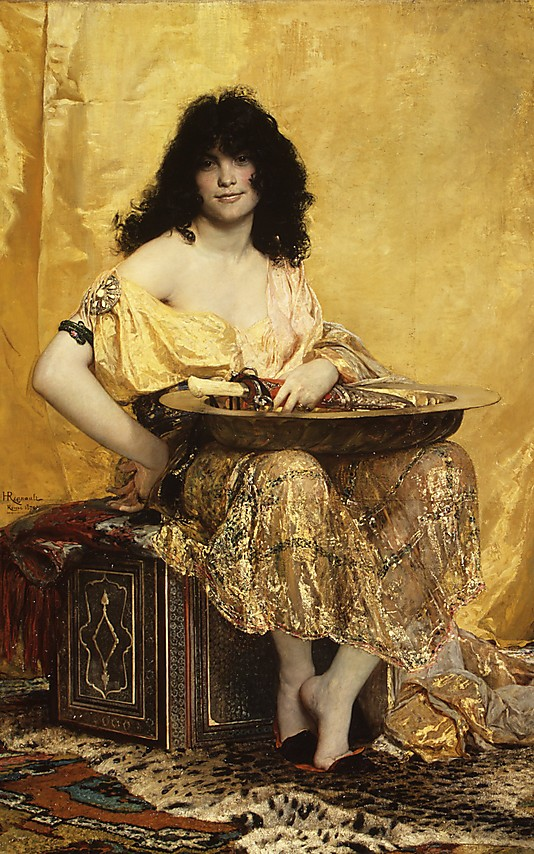
Salomé II, 1870, Metropolitan museum of art, New York

Henri Regnault (Parijs, 31 oktober 1843 – Rueil-Malmaison, 19 januari 1871) was een Frans kunstschilder.
Henri Regnault was een zoon van Henri Victor Regnault, directeur van de porseleinfabriek van Sèvres en tevens scheikundige en natuurkundige, leraar aan het Collège de France. Henri ging in de leer bij Antoine Montfort, Louis Lamothe, Henri Gervex en Alexandre Cabanel. In 1863 dong hij mee naar Prix de Rome maar moest in Joseph-Fortuné Layraud en Xaiver Monchablon zijn meerderen erkennen.
In 1866 wist Henri Regnault de Prix de Rome wél te winnen met een voorstelling van Thetis die de door Vulcanus gesmede wapens naar Achilles brengt. Het volgende jaar reisde hij naar Rome om daar verder te studeren aan de Villa Medici. Hetzelfde jaar was hij ook weer in Parijs waar de wereldtentoonstelling werd geopend. Hij begon aan een werk voorstellend een dame in rood fluweel, dat hij meenam naar Rome om het daar te voltooien. Hij stelde het tentoon op de Parijse salon van 1868, kreeg veel positieve reacties en won aan bekendheid.
Terug in Rome schilderde hij een tweetal doeken: Judith onthoofdt Holofernes en Automedon met de paarden van Achilles. Ook maakte hij tijdens zijn verblijf in Italië illustraties bij de reisgids Rome van Francis Alphonse Wey.
In de vroege zomer van 1868 viel hij van zijn paard en raakte zwaargewond. Hij herstelde en reisde naar Spanje, waar hij zich meer op zich gemak voelde dan in Italië. Daar ontdekte hij Velázquez, waar hij een grote bewondering voor ontwikkelde. Hij begon met het kopiëren van het schilderij De overgave van Breda.
Hij reisde ook naar Afrika en schilderde in 1870 een Judith en een Salomé. In Spanje maakte hij de Spaanse revolutie van 1868 mee, waarbij Isabella II moest vluchten. Hij legde zijn ervaringen vast in een dagboek en later schilderde hij generaal Juan Prim tijdens zijn intocht. Prim was niet blij met het portret, hij vond dat hij er belachelijk opstond. Regnault besloot het doek mee terug te nemen omdat hij bang was dat het anders in een Spaanse kelder zou verdwijnen.
Zowel Salomé als het schilderij van Juan Prim werden tijdens de Parijse salon van 1870 tentoongesteld.
De schilder verhuisde daarna naar Marokko en kocht een huis in Tanger. Hij schilderde er een executie, getiteld Exécution sans Jugement, in oriëntalistische stijl. Dit doek hangt tegenwoordig in het Musée d'Orsay.
Toen de Duitsers de Franse hoofdstad naderden haastte hij zich terug naar Frankrijk. De schilder sneuvelde tijdens de Frans-Duitse Oorlog van 1870 op achtentwintigjarige leeftijd in de slag bij Buzenval.
Behalve een getalenteerd kunstschilder noemden tijdgenoten hem ook een talentvol pianist en een goede zanger.
- Biblioteca Nacional de España: XX1519791
- Bibliothèque nationale de France: cb119850581 (data)
- Catàleg d'autoritats de noms i títols de Catalunya: 981058510949706706
- Gemeinsame Normdatei: 129429759
- International Standard Name Identifier: 0000 0001 1648 2989
- Library of Congress Control Number: nr92023055
- MusicBrainz: c23e4c71-d052-44cd-868a-c1951e39896a
- Nationale Bibliotheek van Tsjechië: jo20181007039
- Nationale bibliotheek van Australië: 56964053
- Nationale Bibliotheek van Israël: 987007283447105171
- Nederlandse Thesaurus van Auteursnamen: 158662997
- PIC: 322702
- Réseau des bibliothèques de Suisse occidentale: 02-A017817595
- RKD-Nederlands Instituut voor Kunstgeschiedenis: 96055
- Istituto Centrale per il Catalogo Unico: LO1V160095
- Système universitaire de documentation: 027910105
- Trove: 1666727
- Union List of Artist Names: 500022082
- Virtual International Authority File: 56618438
- WorldCat: E39PBJf49g6qrB8f4Cbqxy6VG3